# Colibri insigne
Panterpe insignis
Genre
Espèce
Statut de conservation UICN

 LC  : Préoccupation mineure
Statut CITES
Le Colibri insigne (Panterpe insignis), unique représentant du genre Panterpe, est une espèce d'oiseaux de la famille des Trochilidae.

## Description
Cet oiseau mesure environ 11 cm de longueur. Il possède un plumage surtout vert foncé métallique avec la calotte et la poitrine bleues, la gorge rouge et orange, un point blanc derrière chaque œil et la queue noir bleuté.

## Distribution

Carte de répartition de l'espèce

Cet oiseau vit dans la cordillère de Talamanca.

## Comportement
Mâle et femelle défendent agressivement leur territoire.